# Michał Paleolog (wojskowy)
Michał Paleolog (gr.) Μιχαήλ Παλαιολόγος (zm. 1156) – bizantyński arystokrata, wojskowy z czasów Manuela I Komnena. 

## Życiorys
Był wnukiem Jerzego Paleologa i Anny Doukainy, zapewne po najstarszym z jego czterech synów, Nikeforze. Nosił tytuł  sebastosa. Michał Paleolog podejmował w 1147 w granicach Bizancjum, nad Dunajem, króla Francji Ludwika VII, udającego się na II wyprawę krzyżową. Jedynym synem Michała był wielki duks Aleksy (Antoni) Paleolog ożeniony z Ireną Komneną.